# Nicky Wuchinger
Nicky Wuchinger (* 1988 in Berlin) ist ein deutscher Musicaldarsteller.
Seit 2008 belegt Wuchinger den Studiengang Musical/Show an der Universität der Künste in Berlin. Parallel folgten erste Theater- und Musicalrollen. Seit Dezember 2013 ist er in der Hauptrolle des Raoul in der Wiederaufführung des Musicals Das Phantom der Oper in Hamburg zu sehen.
Neben seiner Tätigkeit als Schauspieler und Musicaldarsteller ist Wuchinger als Frontsänger in verschiedenen Rock- und Metal-Bands aktiv.

## Engagements (Auswahl)
- 2011: Der Vetter aus Dingsda (Theater Bremen)
- 2012: Hairspray – als Link Larkin (Freilichtspiele Tecklenburg)[3]
- 2013: The Who’s Tommy – als Cousin Kevin  (Theater Bielefeld)[4]
- 2012/13: Cats – als Rum Tum Tugger (Tour Germany/Austria)
- 2013: Das Phantom der Oper – als Raoul, Vicomte de Chagny (Neue Flora Hamburg)
- 2015: Das Phantom der Oper – als Das Phantom alternierend (Metronom Theater Oberhausen)
- 2019/20: Flashdance – Das Musical – als Nick Hurley  (Tour)
- 2022: Die 3 Musketiere – Musical- als Athos (Thüringer Schlossfestspiele Sondershausen)[5]

## Auszeichnungen
- Förderpreis im Juniorwettbewerb beim Bundesgesangswettbewerb 2009
- 1. Preis im Hauptwettbewerb Musical beim Bundesgesangswettbewerb 2011.